# Vương quốc Bayern
Vương quốc Bayern (Tiếng Đức: Königreich Bayern, tiếng Bayern: Kinereich Bayern) là một quốc gia ở Trung Âu, được thành hình từ năm 1806. Nó bắt nguồn từ hiệp định hòa bình được ký kết vào ngày 26 tháng 12 năm 1805 tại Preßburg giữa nhà toàn quyền đại diện cho hoàng đế Pháp Napoleon và hoàng đế La Mã Thần thánh cuối cùng Franz II. Công tước Maximilian IV Joseph của Bayern thuộc nhà Wittelsbach trở thành vua đầu tiên của Bayern vào ngày 1 tháng 1 năm 1806 với tên gọi là Maximilian I Joseph. Chế độ quân chủ này được cai trị bởi nhà Wittelsbach cho đến khi vương quốc giải thể vào năm 1918. Hầu hết các biên giới của vương quốc Bayern giống với Bayern ngày nay, tuy nhiên Tyrol và Vorarlberg đã nhượng lại cho Đế quốc Áo, để đổi lại họ nhận được Aschaffenburg và một phần nhỏ của Hesse-Darmstadt. Là một nước trong Đế chế Đức, vương quốc có diện tích lớn thứ hai chỉ sau Vương quốc Phổ. Kể từ khi thống nhất đế quốc Đức vào năm 1871, Bayern vẫn là một phần của Đức cho đến ngày nay.
Vương quốc Bayern bao gồm công quốc Bayern, Rheinpfalz cùng phần lớn của Franken và Schwaben.
Vương quốc tồn tại đến năm 1918, khi vị vua cuối cùng, Quốc vương Ludwig III của Bayern, vì cuộc Cách mạng tháng 11, sau khi Chiến tranh thế giới thứ nhất chấm dứt, phải rời khỏi đất nước sang tị nạn ở Hungary. Với sự thành lập bang tự do Bayern, nước này được tổ chức lại với một chính thể mới.

## Lịch sử

### Thành lập và bành trướng lãnh thổ dưới thời Maximilian I
Bài chi tiết: Lịch sử Bayern
Vào ngày 30 tháng 12 năm 1777, dòng Wittelsbachs ở Bayern tuyệt chủng, và quyền kế vị trong Tuyển hầu xứ Bayern được chuyển cho Karl Theodor, Tuyển hầu tước Pfalz. Sau khi bị chia cắt trong bốn thế kỷ rưỡi, Tuyển hầu xứ Pfalz, nơi có các công quốc Jülich và Berg đã được thêm vào, đã được thống nhất với Bayern. Năm 1793, quân đội cách mạng Pháp đánh chiếm xứ Pfalz, năm 1795, quân Pháp dưới quyền Moreau xâm lược Bayern và tiến đến München - nơi họ được đón tiếp một cách vui vẻ bởi những người Tự do bị đàn áp từ lâu và bao vây Ingolstadt. Karl Theodor, người đã không làm gì để ngăn chặn chiến tranh hoặc chống lại cuộc xâm lược chạy trốn đến Sachsen, để lại một nhiếp chính, các thành viên của họ đã ký một công ước với Moreau, theo đó ông đã ban hành một hiệp định đình chiến để đổi lại đóng góp lớn (ngày 7 tháng 9 năm 1796). Giữa người Pháp và người Áo, Bayern lúc này đang ở trong một tình thế tồi tệ. Trước khi Karl Theodor qua đời (16 tháng 2 năm 1799), người Áo đã chiếm đóng đất nước một lần nữa, để chuẩn bị cho việc nối lại chiến tranh với Pháp.

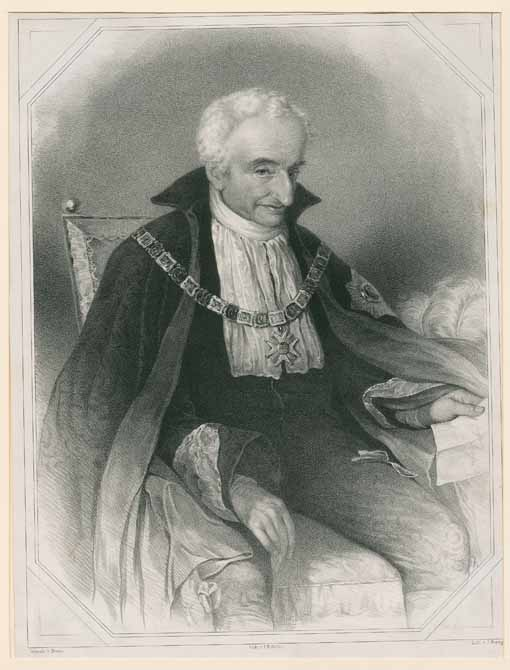
Maximilian von Montgelas

Maximilian I Joseph, một cử tri mới, đã thành công kế vị một cách khó khăn. Mặc dù sự đồng tình của chính ông và của bộ trưởng toàn quyền của ông, Maximilian von Montgelas, nếu có ai khác thì là Pháp chứ không phải Áo, và thực tế là quân Bayern bị phân tán và vô tổ chức, đã khiến ông trở nên bất lực trong tay của Áo. Vào ngày 2 tháng 12 năm 1800, quân đội Bayern tham gia vào thất bại của Áo tại Hohenlinden, và Moreau một lần nữa chiếm đóng München. Trong hòa ước Lunéville 1801, Kurpfalzbayern cũng như các nước khác trong đế quốc La Mã Thần thánh đã phải giao các lãnh thổ bên tay trái sông Rhein cho Pháp. Vì vậy họ đã mất đi phần lãnh thổ bên trái sông Rhein của Kurpfalz và công quốc Jülich. Tuy nhiên tuyển hầu quốc Bayern trong luật Reichsdeputationshauptschluss của đế quốc La Mã Thần thánh trong năm 1803 đã được nhiều phần của Franken và Schwaben, nhưng phải nhường phần lãnh thổ bên phải sông Rhein của Kurpfalz cho Baden. 1805 Bayern đã ký hiệp ước Bogenhausen liên kết với Napoleon.
Trong lúc quân đội Bayern với 30.000 người vào ngày 2 tháng 12 năm 1805 chận giữ quân đội Áo tại Iglau, Napoleon đã thắng trận Austerlitz.
Trong hiệp ước Brünn và hòa ước Preßburg Bayern được giao cho Tirol và Vorarlberg, công quốc Burgau, thành phố Augsburg và lãnh thổ chung quanh Lindau. Ansbach, Eichstätt và Passauer Ilzland cũng thuộc về Bayern. Trong tháng 3 năm 1806 Bayern tự nguyện giao công quốc Berg nằm bên phải sông Rhein cho Napoleon đổi lấy công quốc Ansbach.